# Man skal ikke sælge skindet før bjørnen er skudt
Man skal ikke sælge skindet, før bjørnen er skudt er et ordsprog. Meningen er, at "man ikke skal love noget, før grundlaget er i orden".